# Gmina Rudna
Gmina Rudna je polská vesnická gmina v okrese Lubin v Dolnoslezském vojvodství v Dolním Slezsku. Sídlem gminy je obec Rudna. V roce 2021 zde žilo 7 758 obyvatel.
Gmina má rozlohu 216,6 km² a zabírá 30,4 % rozlohy okresu. Skládá se z 29 starostenství.

## Části gminy
Starostenství
Brodowice, Brodów, Bytków, Chełm, Chobienia, Ciechłowice, Gawronki, Gawrony, Górzyn, Gwizdanów, Juszowice, Kębłów, Kliszów, Koźlice, Miłogoszcz, Mleczno, Naroczyce, Nieszczyce, Olszany, Orsk, Radomiłów, Radoszyce, Rudna, Rynarcice, Stara Rudna, Studzionki, Toszowice, Wądroże, Wysokie